# La Toc
La Toc es una localidad de Santa Lucía, que forma parte del distrito de Castries.